# Ostrow (stacja kolejowa)
Ostrow (ros. Остров) – stacja kolejowa w miejscowości Ostrow, w rejonie ostrowskim, w obwodzie pskowskim, w Rosji. Położona jest na linii dawnej Kolei Warszawsko-Petersburskiej.

## Historia
Stacja powstała w XIX w. pomiędzy przystankiem Fiedosino (Fedosiński) i stacją Czerska.